# Nicolas Perrot
Nicolas Perrot (cca 1641–13. srpna 1717) byl francouzský objevitel, obchodník, tlumočník a lokální velitel, který působil v Nové Francii ve 2. polovině 17. a začátkem 18. století.

## Mládí
Narodil se někdy mezi roky 1641 až 1644, nejspíše v Darcey v Burgundsku. Jeho otec působil na místním panství jako soudní náměstek. Jeho matka se jmenovala Marie Sivot. Nicolas sloužil u jezuitů jako jejich laický pomocník, tzv. donné a to zřejmě z finančních důvodů. V mladém věku s nimi zamířil do Nové Francie.

## Nová Francie

### Začátky
Do Kanady se dostal někdy okolo roku 1660. Již v tomto roce je některými uváděn jako tlumočník z a do indiánských jazyků, nicméně jiné zdroje hovoří o tom, že teprve tehdy do Kanady připlul. V roce 1665 ukončil službu mezi jezuity a vydal se na cesty na západ k Velkým jezerům. Nejprve působil v oblasti zátoky Green Bay (Michiganské jezero) tehdy nazývané Baie des Puants, kde bylo jedno z center indiánských uprchlíků před irokézskými útoky. Zde sídlila směs různých etnik (kmenů), která byla promíchaná a žila často pohromadě či nedaleko sebe. Jednalo se o Hurony, Petuny, Menominee, Potawatomie, Ottawy, Winnebagy, Sauky, Foxy, Odžibveje, Miamie a Mascouteny. Perrot si postupně získal místní vlivné domorodce a ustavil základy pro oboustranně výhodné obchodní vztahy. Pak se vrátil do Montrealu (1666), kde nějaký čas sloužil jako domácí u vdovy Jacques Testardové a následně jako sluha u sulpiciánů (1667).

### Obchodníkem a tlumočníkem

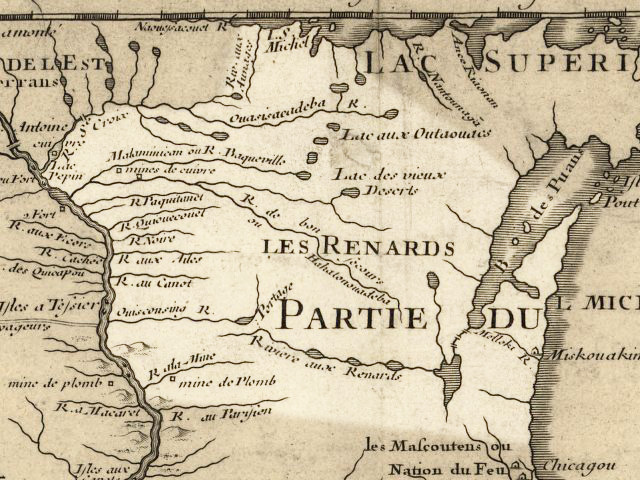
Přibližný rozsah území, jehož velitelem byl určitý čas Perrot. Green Bay neboli Baie des Puans je na pravé části mapy, jež pochází z roku 1718.

V srpnu 1667 vytvořil se třemi dalšími společníky obchodní společnost a následně zamířil zpět do oblasti Green Bay. Tím začala další série cest vesměs za účelem kožešinového obchodu. V roce 1670 byl koloniálním intendantem Jeanem Talonem požádán, aby dělal tlumočníka komisaři Simonu-Françoisovi Daumont de Saint-Lusson, jenž byl vyslán na západ hledat zdroje kovových rud a případnou severozápadní vodní cestu do Tichého oceánu. Dne 4. června 1671 došlo v misii Sault Sainte-Marie (mezi Huronským a Hořejším jezerem) k důležitému obřadu. Daumont de Saint-Lusson zde s pomocí Perrotova překladu shromážděným domorodcům z celkem 14 kmenů oznámil, že zdejší a veškeré okolní území zabírá jako francouzské teritorium. Na znamení toho nechal vztyčit kříž a standartu s francouzským znakem. Indiáni byli prohlášeni za poddané francouzského krále, za což se jim mělo dostat jeho ochrany. Francouzi zapěli chvalozpěvy Vexilla Regis a Te Deum a následně došlo k rozdání darů.
V listopadu 1671 se Perrot oženil s Madeleine Raclotovou. Usadili se v osadě Champlain a poté v Bécancouru. K roku 1681 spolu měli již šest potomků a nakonec jich zplodili celkem jedenáct.
V roce 1684 pověřil guvernér Nové Francie Le Febvre de La Barre Perrota důležitým úkolem. Měl využít svého vlivu mezi jezerními kmeny, aby je přesvědčil k účasti na francouzské výpravě proti Irokézům. Perrotovi se to s potížemi podařilo a bojovníci několika kmenů vyrazili do Niagary. Francouzsko-indiánská výprava však svého cíle nedosáhla (mj. ji sužovaly nemoci a nedostatek zásob) a Francouzi museli bez boje s Irokézi uzavřít příměří. To západní Indiány velmi zklamalo. Perrot byl v té době zadlužený a místo kožešinovému obchodu se věnoval přesvědčování indiánských bojovníků k účasti ve válce, k níž vlastně nedošlo.

### Lokálním velitelem
Na jaře 1685 byl Perrot jmenován velitelem pro oblast Baie des Puants a okolní území. Své ženě svěřil plnou moc a vyrazil směr stanice Michillimakinac (tehdy zde stála mj. tvrz Fort de Buade) a dále do místa svého působiště. Cestou se dozvěděl, že na západě vypukla válka mezi Siouxy, Odžibveji a Ottawy na jedné straně a Foxy na straně druhé. Perrotovi se podařilo konflikt urovnat. Přesvědčil totiž Foxy, aby mu vydali odžibvejskou dívku, kterou hodlali upálit u kůlu jako pomstu za zabití jejich náčelníka Odžibveji. Někdy v té době získal od indiánů přezdívku Metamiens neboli „Muž s železnýma nohama“. Na podzim 1685 ustanovil nový guvernér Brisay de Denonville hlavním velitelem jezerní oblasti Oliviera Morela de La Durantaye, který sídlil v Michilimackinacu, a Perrot mu měl oficiálně podléhat. V roce 1687 se Perrot spolu s desítkami jím naverbovaných válečníků zúčastnil trestné francouzské výpravy proti nejpočetnějšímu kmeni Irokézské ligy Senekům. Ta už byla podstatně úspěšnější než výprava z roku 1684 a podařilo se jí poplenit území tohoto kmene. Mezitím mu shořelo skladiště kožešin a Perrot tak opět přišel o významný zdroj příjmů. V roce 1688 pobýval nějaký čas v Montréalu, kde dělal tlumočníka na konferenci s irokézským kmenem Onondagů. Následně se vydal s několika společníky na západ a na území Siouxů ustavil tvrz Fort Saint-Antoine, čímž došlo navázání prosperujícího kožešinového obchodu. Na jaře 1689 pak na soutoku řek Mississippi a Wisconsin nechal zbudovat Fort Saint-Nicolas. V květnu 1689 pak celé území oficiálně zabral jako francouzské teritorium.
V srpnu roku 1689 znovu vypukla válka mezi všemi irokézskými kmeny a Francouzi a ti potřebovali zajistit spojenectví jezerních kmenů. Pověřili tedy místní velitele a představitele, aby utvrdili či znovuzískali mnohdy váhající etnika jako spojence. Jedním z nich byl i Perrot, který se měl postarat především o Ottawy, o nichž se šířily zprávy, že hodlají přejít k na stranu Irokézů. To se mu v zásadě podařilo. V 90. letech 17. století stále působil mezi jezerními Indiány a občas zajížděl do Québecu či Montréalu na jednání s guvernérem, jímž byl od konce roku 1689 Buade de Frontenac. Hlavní cíl byl stále stejný - získat co nejvíce kmenů na stranu Francouzů proti Irokézům. Perrot se několikrát ocitl v ohrožení života, kdy mu hrozilo upálení u kůlu, ale vždy nakonec vyvázl. V roce 1696 však definitivně opustil západní území a usadil se v Bécancouru, neboť královská koloniální správa zrušila všechny soukromé licence na kožešinový obchod.

### Jednání v Montréalu a poslední období života

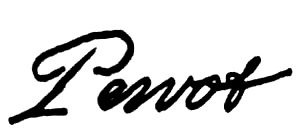
Perrotův podpis

V roce 1701 byl Perrot znovu povolán do státních služeb. V létě 1701 vrcholila jednání o všeobecném míru mezi Francouzi, Irokézy a dalšími indiánskými kmeny. Do Montréalu byla svolána velká konference, jíž se zúčastnilo přes 1300 Indiánů a všichni čelní koloniální představitelé. Perrot působil jako jeden z hlavních tlumočníků, někteří Indiáni si jeho přítomnost přímo vyžádali (například Foxové pak žádali i to, aby se vrátil na západ). Patřil mezi desítku nejdůležitějších osob na této konferenci a mezi pět hlavních překladatelů (zbývající čtyři byli jezuité). Tlumočil především pro jezerní kmeny.

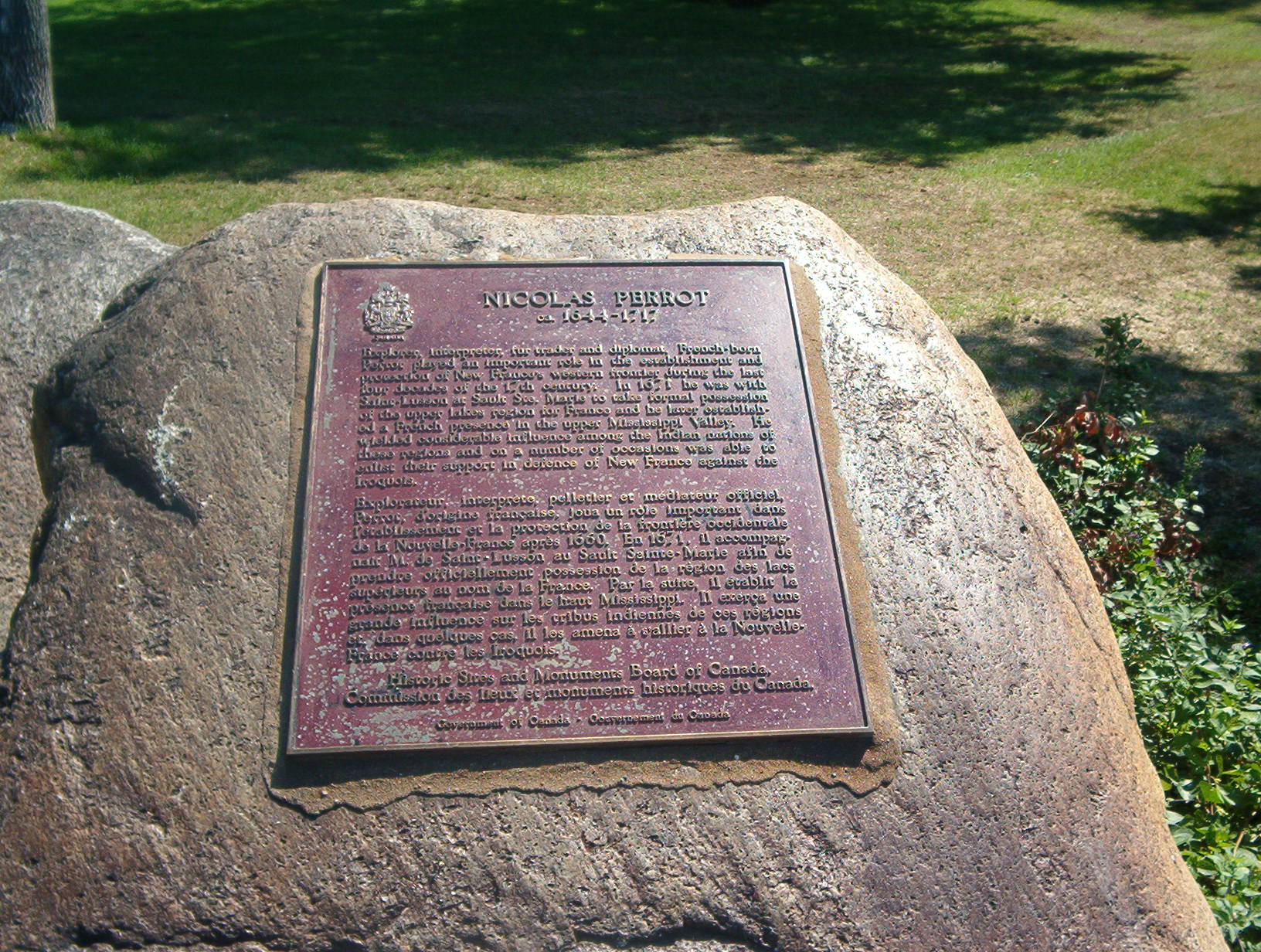
Pamětní deska v Clergue Park Sault Ste. Marie v Ontariu.

Po této pro něj významné události nastaly horší časy. Byl stále zadlužen a jeho věřitelé byli neúprosní. Požádal koloniální úřady o finanční kompenzaci a penzi, ale byl odmítnut. Několikrát stanul před soudem, kde se bránil žalobě svých věřitelů a nárokům těch, kteří požadovali část jeho pozemků, jež získal roku 1704. V roce 1708 se stal kapitánem místní milice a mezitím psal zprávy o svých cestách a zážitcích. Zemřel v srpnu 1717. Zanechal po sobě 9 dětí (další 2 zemřely před ním), ale ani jedno se nevydalo v jeho stopách. Jeho manželka trpěla koncem života depresemi a duševní poruchou a zemřela roku 1724.

## Dílo, náhled na Indiány

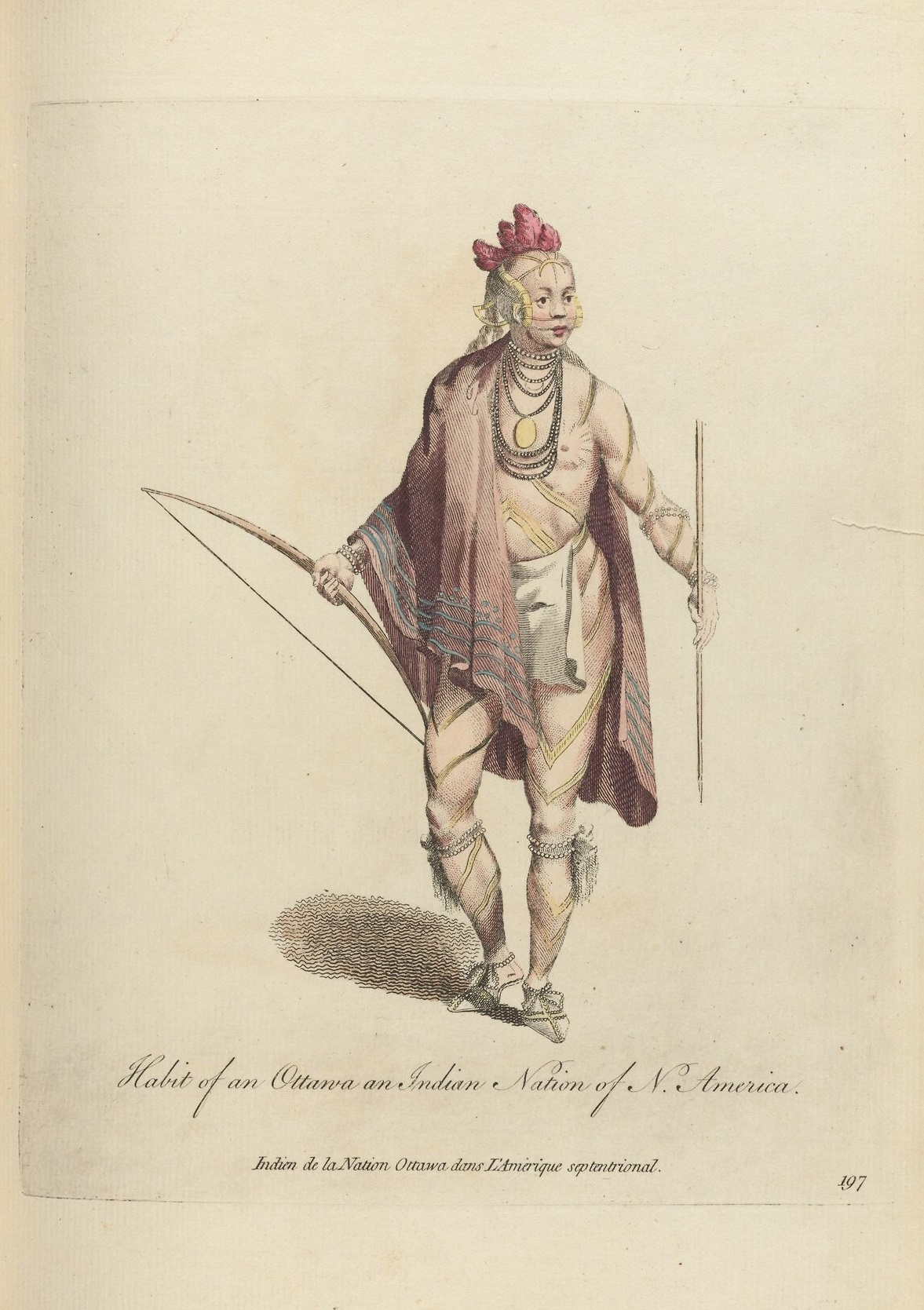
Bojovník Ottawů, 18. století

Pouze jediné jeho dílo bylo publikováno. Jedná se o spis Mémoire sur les mœurs, coustumes et relligion des sauvages de l’Amérique septentrionale (Pojednání o obyčejích, zvycích a náboženství divochů Severní Ameriky), jenž se zabývá Indiány, s nimiž se Perrot dostal do styku a mezi nimiž s přestávkami žil téměř 40 let. Dílo nebylo zamýšleno pro širší publikum, nýbrž jako zpráva pro intendanta Michela Bégona, jejímž cílem bylo věcně zhodnotit různé kmeny jako možné spojence či naopak nepřátele Nové Francie a stručně popsat konflikty, do nichž byly zapojeny. Je tudíž psáno střízlivě, bez zásadnějších emocí a literárních ambicí. V díle je i jedna z prvních ucelenějších informací o Siouxech. Ačkoliv se ví, že sepsal víc svých postřehů a zážitků, další se nepodařilo nalézt a vydat. Část z jeho ztracených spisů však využil a publikoval Claude-Charles Le Roy de la Potherie ve druhé části svých Dějin Severní Ameriky (Histoire de l’Amérique septentrionale) z roku 1722.
Ačkoliv se mezi domorodci pohyboval mnoho desítek let a získal si jejich značný respekt, nikdy se nestal jejich bezvýhradným obdivovatelem a milovníkem jejich kultury a zvyků. Ve svém pojednání naopak často zmiňuje jejich negativní vlastnosti. Šlo především o zrádnost, neustálé vyvolávání sporů, konfliktů, plánování válek, přepadů a zabití, ať už jiných domorodých etnik nebo Francouzů. Za obzvláště zrádné a úskočné považoval Ottawy a Huron-Petuny. Napsal například: „O Ottawech jsem se mnohokrát dozvěděl, že plánují spiknutí proti Francouzům, kteří s nimi obchodují. Pokoušeli se, posláním dýky, pro tyto své úmysly získat na svou stranu všechny další kmeny z horních území (oblast okolo Velkých jezer), aby též zmasakrovali Francouze, kteří s nimi obchodují. Mluvím jako očitý svědek, neb jsem tento jejich podnik zhatil. (...) Neexistuje zde kmen, který by v sobě nenesl zášť vůči někomu jinému. Miamiové a Illinoisové se nesnášejí navzájem, Irokézové mají zlovolný vztah k Ottawům a Odžibvejům, stejně jako k ostatním kmenům. Není zde jediná skupina lidí, která by nepovažovala za oprávněné vést válku proti dalším. Musíme očekávat jen neustálé a nevyhnutelné války, pokud jim sami nezabráníme.“ Někteří moderní historikové se domnívají, že Perrot ve svém popisu indiánské zrádnosti poněkud přeháněl. Nicméně hovořily za něj letité zkušenosti, prakticky neustálé řešení sporů a například i to, že Mascouteni ho dvakrát hrozili upálit, ač ho nejprve vítali jako manitou (nadpozemskou bytost).